# Claus Winkler (Politiker)
Claus Winkler (* 27. März 1912 in Königsberg; † 12. Januar 1971 in Wedel) war ein deutscher Politiker und Verwaltungsbeamter. Von 1966 bis zu seinem Freitod war er Bürgermeister der Stadt Wedel.

## Leben
Winkler kam in Königsberg zur Welt und studierte dort Rechtswissenschaften. Ab 1947 lebte er in Geesthacht, 1950 legte er das juristische Staatsexamen ab. Als Jurist war er am Oberlandesgericht Hamburg sowie an Verwaltungsgerichten tätig, in Geesthacht saß er in der Ratsversammlung. Nach seiner Wahl zum Bürgermeister der Stadt Wedel hospitierte Winkler zwecks Vorbereitung auf das Amt zunächst auf Geheiß des Innenministeriums des Landes Schleswig-Holstein in der Verwaltung von Husum und Schleswig, ehe er am 1. Januar 1966 die Bürgermeisterstelle in Wedel antrat.
Im Jahr 1970 erwog die Stadt Wedel die Anschaffung eines eigenen Großrechners, um die Verwaltungsarbeit zu erleichtern und zu modernisieren. Der Magistrat der Stadt beschloss letztlich den Kauf, eine entsprechende Benachrichtigung Winklers an die Stadtsparkasse blieb liegen, in der Öffentlichkeit verbreitete sich die Ansicht, der Bürgermeister habe eigenmächtig gehandelt und die Anschaffung der Rechenmaschine ohne vorherige Aufnahme der Kosten von rund 500.000 DM in den Haushalt in die Wege geleitet (in einer anderen Quelle werden die Kosten mit 260.000 DM angegeben). Winkler, der unter Depressionen litt, wurde Ende Oktober 1970 aus Krankheitsgründen beurlaubt. Im Dezember 1970 einigte sich Winkler mit den Vertretern von SPD und FDP darauf, nicht ins Amt zurückzukehren. Als sich die Aussicht auf hohe Rentenbezüge zerschlugen, äußerte Winkler laut Der Spiegel: „Ich bin gar nicht krank, man will mich nur loswerden“.
Kurz nach dem Jahreswechsel 1970/1971 trat der Wedeler Bürgervorsteher Karl Cherk von der SPD von seinem Amt zurück, nachdem ihm Partei und Fraktion aufgrund von Indiskretionen bezüglich der Anschaffung des Großrechners, der vermeintlichen Rolle Winklers sowie dessen Gesundheitszustand das Misstrauen ausgesprochen hatten. Am 12. Januar 1971 wurde Winkler erhängt auf dem Speicher seines Hauses aufgefunden. In einem Abschiedsbrief hatte Winkler unter anderem geschrieben, sich für den Rücktritt Cherks verantwortlich zu fühlen.